# Il bacio che aspettavo
Il bacio che aspettavo (In the Land of Women) è un film del 2007, scritto e diretto da Jon Kasdan.

## Trama
Il ventiseienne Carter Webb è uno scrittore, che dopo essere stato lasciato dalla sua fidanzata Sophie, depresso, parte per il Michigan per prendersi cura della nonna. Una volta arrivato fa conoscenza dei vicini, tra cui la casalinga Sarah e la sua bellissima figlia adolescente Lucy. Con Sarah instaura un rapporto fatto di passeggiate e chiacchiere in cui si confidano a vicenda. A Sarah viene diagnosticato un cancro al seno; in seguito alla malattia riuscirà a sbloccare il rapporto, da tempo in crisi, con la figlia. I rapporti che Carter instaura con Sarah, Lucy e la nonna, riusciranno a fargli vedere la vita in modo differente, dandogli la spinta per un futuro migliore e a fargli conoscere un nuovo amore.

## Slogan promozionali
- «Get ready to fall.»
- «Quando cerchi di sfuggirgli... l'Amore è sempre più veloce di te.»